# Гагарин, Евгений Феофилович
Князь  Евгений Феофилович Гагарин  (27 марта [8 апреля] 1881, Кронштадт, Российская империя — 9 ноября 1960, Париж, Франция) — офицер Кавалергардского полка, придворный советник, масон, внук князя Е. Г. Гагарина и дипломата А. С. Стурдза.

## Биография
Родился 27 марта (8 апреля) 1881 года в семье Гагариных. Сын отставного капитана 2-го ранга и основателя Черноморско-Дунайского пароходства, князя Феофила Евгеньевича Гагарина (1856—1894) и Александры Фёдоровны, урождённой фон-Моллер. Внук дипломата князя Евгения Григорьевича Гагарина.
В 1902 году окончил курс в Александровском лицее и сразу поступил в Кавалергардский полк и 3 октября того же года был произведён в корнеты; 5 января 1906 года был зачислен в запас гвардейской кавалерии и через несколько дней, 23 января, венчался с Анной Семёновной Бродской; 25 августа того же года у них родилась дочь Мария.
Поступил на гражданскую службу; был чиновником Министерства финансов и Министерства императорского двора. Во время Первой мировой войны служил «в иностранной цензуре».
После 1917 года эмигрировал во Францию; жил в Париже. Член правления Объединения бывших воспитанников Императорского Александровского лицея. Член «Англо-саксонской» ложи № 343 (с 1920 года) (ВЛФ), посещал собрания ложи до 1926 год.
Скончался 9 ноября 1960 года в Париже; похоронен на кладбище в Нёйи-сюр-Сен.